# FC Espanya de Barcelona
FC Espanya de Barcelona is een voormalige Spaanse voetbalclub uit Barcelona.

## Geschiedenis
FC Espanya de Barcelona werd opgericht in september 1905. Vanaf het seizoen 1907/1908 speelde de club in de Campionat de Catalunya. Tussen 1910 en 1920 kende FC Espanya de Barcelona een glorieperiode en in deze periode werd de club driemaal kampioen van Catalonië. Bovendien werd in 1914 ook de Copa de los Pirineos gewonnen en bereikte FC Espanya de Barcelona de finale van de Copa del Rey. In de eindstrijd van de Spaanse beker werd echter met 2-1 verloren van Athletic de Bilbao.
Uiteindelijk degradeerde FC Espanya de Barcelona in 1921 naar de Campionat de Catalunya B. In het seizoen dat volgde werd de club weliswaar kampioen van de Campionat B, maar promotie bleef uit door FC Espanya de Barcelona de promotie-degradatiewedstrijd tegen RCD Español verloor. In 1923 veranderde de clubnaam van FC Espanya de Barcelona in Gràcia FC. Onder deze naam speelde de club van 1924 tot 1928 weer in de Campionat de Catalunya. In 1932 fuseerde Gràcia FC met CE Europa tot Catalunya FC. Toen deze club in de jaren dertig degradeerde uit de Primera División, werd weer de oude naam CE Europa aangenomen.

## Erelijst
- Copa del Rey: finalist 1914
- Campionat de Catalunya: 1913, 1914, 1917
- Campionat de Catalunya de Segona Categoria: 1922
- Copa de los Pirineos: 1914